# دووگیه ستاره
دووگیه ستاره (به لهستانی:  Długie Stare) یک روستا در لهستان است که در گمینا شوینچیخووا واقع شده‌است. دووگیه ستاره ۸۱۰ نفر جمعیت دارد.